# I Did It
I Did It er en amerikansk stumfilm fra 1909 af D. W. Griffith.

## Medvirkende
- Adele DeGarde som Gladys
- Anita Hendrie
- Linda Arvidson]
- Gladys Egan
- Arthur V. Johnson